# 1 døgn, 2 hold, 3 dyr
1 døgn, 2 hold, 3 dyr er en dansk serie af tv-programmer, hvor to hold skal finde tre vilde dyr i naturen på ét døgn. De to hold består af Vicky Knudsen, Bjørli Lehrmann, Sebastian Klein og Morten D.D. Hansen. Konceptet er udtænkt af Ulla Hasselbalch fra tv-produktionsselskabet Made by Us, samt Morten D.D. Hansen og Sebastian Klein.

## Historie
Der var fra start kun planlagt ét afsnit af programmet. Det blev sendt 5. december 2017 på TV 2. Derefter fulgte fire afsnit i sommeren 2018. I juni og juli 2019 blev tredje sæsons seks afsnit sendt. Afsnit 10 der blev optaget i Sverige og sendt 15. juli 2019 havde 344.000 seere, hvilket var det elvte mest sete program i Danmark, og det ottende mest sete program på TV 2 i uge 29. I midten af september sammen år blev afsnit 12 sendt, hvor der var fokus på dyr i skoven. Programmerne fra 2019 blev ved awardshowet TV Prisen nomineret i kategorien “Bedste Underholdning”.
Fjerde sæson af programmet havde premiere 4. maj 2020, hvor der på TV 2 Play blev sendt et 16 minutter langt særprogram i anledning af coronaviruspandemien. Her skulle de fire deltagere kæmpe alle mod én, og skulle hver finde ét dyr efter eget valg, med udgangspunkt fra deres private boliger. Morten D.D. vandt afsnittet med sit fund af sanglærke. 30. juni samme år havde sæsonens første af fem ordinære programmer premiere. Programmet havde ifølge Kantar Gallup 403.000 seere, og var det fjerde mest sete program på TV 2 i uge 27.
Programmets femte sæson havde premiere den 22. juni 2021.

## Medvirkende
Dameholdet
- Bjørli Lehrmann
- Vicky Knudsen
- Lene Bech Sanderhoff (vikar for Bjørli i afsnit 10)[9][10]
- Marianne Graversen (vikar for Bjørli i afsnit 21)

Herreholdet
- Sebastian Klein
- Morten D.D. Hansen

## Afsnit
I hvert afsnit dyster holdene om et, to og tre point. Vinderholdet vinder 20.000 kr. som skal doneres til et naturbevaringsprojekt efter eget valg. Ved uafgjort donerer hvert hold 10.000 kr. Vinderholdet er markeret med (D) for dameholdet og (H) for herrerne.
I de 12 afsnit fra 2017 til 2019 har holdene søgt efter 36 dyr. To gange, i afsnit 4 og 9, havde holdene valgmulighed mellem to dyr. Damerne har fundet 16 dyr, mens herrerne har fundet ét mindre. Fem dyr blev ikke fundet indenfor tidsfristen. Damerne har vundet fem afsnit, herrerne tre, mens fire er endt uafgjort.
| Afsnit         | Sendt             | Location                                                      | Dyr                                                                             | Organisation                                           |
| -------------- | ----------------- | ------------------------------------------------------------- | ------------------------------------------------------------------------------- | ------------------------------------------------------ |
| Sæson 1 (2017) |                   |                                                               |                                                                                 |                                                        |
| #1             | 5. december 2017  | Røsnæs og Nyborg Kalkgruberne ved Viborg Langli og Fanø       | Nordlig fugleedderkop (H) Damflagermus (H) Gråsæl (D)                           | Plan Bi (D) Den Danske Naturfond (H)                   |
| Sæson 2 (2018) |                   |                                                               |                                                                                 |                                                        |
| #2             | 17. juli 2018     | Sønderjylland Klosterhede Plantage Lille Vildmose             | Trehornet skarnbasse (H) Bæver (H) Kongeørn (D)                                 | Naturbeskyttelse.dk (D) Fugleværnsfonden (H)           |
| #3             | 24. juli 2018     | Djursland Stråsø Plantage Limfjorden                          | Hugorm (D) Ulv (−) Spættet sæl (D)                                              | Natur & Ungdom (D)                                     |
| #4             | 31. juli 2018     | Sjælland                                                      | Grønbroget tudse (D) eller klokkefrø Grævling (H) Rødlig perlemorsommerfugl (H) | Verdens Skove (H)                                      |
| #5             | 7. august 2018    | Vejlerne Lillebælt                                            | Skestork (H) Krondyr (H) Marsvin (D)                                            | Vild Med Vilje (D) Den Danske Naturfond (H)            |
| Sæson 3 (2019) |                   |                                                               |                                                                                 |                                                        |
| #6             | 17. juni 2019     | Bornholm                                                      | Vildkanin (D) Lægeigle (H) Bison (D)                                            | Danmarks Naturfredningsforening (D)                    |
| #7             | 24. juni 2019     | Fyn og Jylland                                                | Leopardsnegl (D) Odder (−) Havørn (H)                                           | København Zoo (H)                                      |
| #8             | 1. juli 2019      | Jylland                                                       | Møgbille (H) Stor hornugle (H) Bjergsalamander (H)                              | Vild Med Vilje (H)                                     |
| #9             | 8. juli 2019      | Norge                                                         | Rensdyr (−) Spækhugger (D) eller pukkelhval Fjeldrype (−)                       | Plastic Change (D)                                     |
| #10            | 15. juli 2019     | Sverige                                                       | Elg (−) Urfugl (D) Vildsvin (D)                                                 | Naturskyddsföreningen (D)                              |
| #11            | 22. juli 2019     | Nordjylland og Mols                                           | Sølvhejre (H) Ræv (D) Markfirben (D)                                            | Fugleværnsfonden (D)                                   |
| #12            | 9. september 2019 | Klinteskoven Børstingerød Mose Gribskov                       | Oliebille (D) Snog (D) Sortspætte (H)                                           | Verdens Skove (H) Den Danske Naturfond (D)             |
| Sæson 4 (2020) |                   |                                                               |                                                                                 |                                                        |
| #13            | 4. maj 2020       | Karantænespecial                                              | Morten D.D. (H) vandt med sanglærke                                             |                                                        |
| #14            | 30. juni 2020     | Jenskær Sø Stubbe Sø Lille Vildmose                           | Dolomedes (D) Mårhund (H) Trane (H)                                             | Danmarks Naturfredningsforening (H)                    |
| #15            | 7. juli 2020      | Ulvshale Skov Maribo Søndersø Ulvshale Skov                   | Stålorm (H) Gedde (H) Halsbåndmus (D)                                           | Naturprojekt på Jungshoved (D) Gedser Fuglestation (H) |
| #16            | 14. juli 2020     | Faxe Kalkbrud Holtug Kridtbrud Holckenhavn Vadehavet ved Rømø | Fossildyr (D) Stor vandsalamander (H) Rådyr (H) Østers (Stillehavsøsters) (D)   | Verdens Skove (D)                                      |
| #17            | 21. juli 2020     | Kovtrup Smedager Svendborg                                    | Vandedderkop (H) Hvid stork (D) Delfin (øresvin) (D)                            | Blåvand Fuglestation (D)                               |
| #18            | 28. juli 2020     | Asserbo Plantage Lejre Teglværksskoven                        | Blodplet eller tømmermand (D) Natugle (H) Sort egern (H)                        | Naturbeskyttelse.dk (H)                                |
| Sæson 5 (2021) |                   |                                                               |                                                                                 |                                                        |
| #19            | 22. juni 2021     | Mandø Rørbæk Sø Kalvø Havn                                    | Hare (H) Stor gedehams (D) Søstjerne (H) eller brandmand                        | Danmarks Naturfond (H)                                 |
| #20            | 29. juni 2021     | Kronborg Nyrup Hegn Kalvebod Fælled Fiskebæk                  | Flagermus (H) Mosskorpion (H) Dådyr (D) Isfugl (D)                              | Cristiansø Feltstation (D)                             |
| #21            | 6. juli 2021      | Langkær Molslaboratoriet Tiufkær                              | Flodkrebs (H) Brun bjørnespinder (−) Løvfrø (H)                                 | Den Danske Naturfond (H)                               |
| #22            | 13. juli 2021     | Lille Vildmose Slaggård Banke Kompedal Plantage Vejle Havn    | Elg (D) Spidssnudet frø (H) Blå spidssnudet frø (D) Vandrefalk (D)              | Allindelille Fredskovs plejegruppe (D)                 |
| #23            | 20. juli 2021     | Højsande Klitplantage Bløden Hale                             | Myreløve (D) Tigerskyggebille (H) Storspove (H)                                 | Aage V. Jensen Naturfond (H)                           |
| #24            | 27. juli 2021     | Stevnsfortet Vestre Hus Børnenaturcenter Selsø Sø             | Grotteedderkop (D) Stavtæge (H) Skarvkoloni (H)                                 | Fugleværnsfonden (H)                                   |
| #25            | 3. august 2021    | Kassel Leutenberg Eisenach                                    | Vaskebjørn (−) Ildsalamander (H) Eghjort (D)                                    | Foreningen til fremme af biodiversitet (D)             |